# Morangis (Essonne)
Morangis – miejscowość i gmina we Francji, w regionie Île-de-France, w departamencie Essonne.
Według danych na rok 1990 gminę zamieszkiwały 10 043 osoby, a gęstość zaludnienia wynosiła 2092 osób/km² (wśród 1287 gmin regionu Île-de-France Morangis plasuje się na 236. miejscu pod względem liczby ludności, natomiast pod względem powierzchni na miejscu 692.).
- site de Morangis